# Давид Комнин
Давид Комнин (на гръцки: Δαβίδ Κομνηνός; на грузински: დავით კომნენოსი ок. 1184 – 1212) е един от основателите на Трапезундската империя и неин съвладетел заедно с брат си Алексий I Велики Комнин. Най-малко два оловни печата и надпис, намерени на кула в Хераклея Понтика, свидетелстват, че Давид е първият от семейството си, нарекъл се Велики Комнин. Той е син на Мануил Комнин и внук на византийския император Андроник I Комнин.

## Превземането на Трапезунд
Животът на Дейвид не е добре документиран; основният историк на Трапезундската империя – Михаил Панарет, не го споменава нито веднъж. Тъй като е брат на Алексий I Велики Комнин, са известни и някои имена на негови роднини: баща им е Мануил Комнин, а дядо им е византийският император Андроник I. Тяхна роднина е грузинската царица Тамар, макар да не е ясно обаче каква точно е роднинската връзка между нея и двамата брата. Според Михаил Панарет царица Тамар е леля на Алексий по бащина линия (προς πατρός θεὶα); Кирил Туманов твърди, че техният дядо Андроник, докато е бил в Грузия, се е оженил за неназована сестра на грузинския цар Георги III. На теорията на Туманов се противопоставя Мишел Куршански, който представя доказателства, че майката и/или бабата на Алексий е била дъщеря от родовете на Палеологзите или Дуките, но не успява да предложи обяснение защо Панарет описва Тамар като леля на Алексий по бащина линия. Какъвто и да е характерът на връзката им, след смъртта на император Андроник I и техния баща Мануил, царица Тамар осигурява убежище на момчетата в грузинския двор, където се предполага, че са отгледани и образовани
През април 1204 г., докато още Константинопол е обсаждан от кръстоносците на Четвъртия кръстоносен поход, Давид и Алексий превземат град Трапезунд и развяват знамето на бунта. Веднага след този град на страната на двамата братя преминават Ойнаион и Синоп. Докато Алексий се задържа в Трапезунд, за да установи империята си – спечелвайки си присмеха, че е „пословичен хилас, викан и невиждан“  – Давид, подпомогнат от грузински войски и местни наемници, става господар на Понт и Пафлагония, включително Кастамону, който се смята за родовия замък на Комнените. Докато Алексий осигурява лоялността на крепостите Триполис, Керасус, Мезохалдейон и Язонис, Давид напредва на запад по крайбрежието от Синоп до бреговете на река Сангариос, където един по един го посрещат градовете Амастрис, Тиос и Хераклея Понтика.

## Завоевания на запад
В този момент Давид се сблъсква с друг съперник за контрола над остатъците от Византийска империя: Теодор Ласкарис. Ласкарис неутрализира съперниците си по южните владения – Сава Асидин, Мануил Маврозом и Теодор Манкаф, като същевременно осуетява опитите на Анри Фландърски да разшири новооснованата Латинска империя в Анадола. Давид изпраща своя млад генерал Синадин с войници да окупира град Никомидия, който бил евакуиран от Латинската империя, но Ласкарис смятал за част от своето владение, Никейската империя. Теодор Ласкарис стратегически обкръжил Синадин, превеждайки хората си през труден проход, и напълно изненадващо нападнал фланга на врага си. Навременните действия на латините под командването на Тиери дьо Лоос за превземането на Никомидия възпрепятстват Ласкарис да се възползва от тази победа и да принуди западната граница на Давид да се оттегли още по на изток. Но едно българско нашествие в Тракия принуждава латинците да се оттеглят.
Заради оказаната му по този начин помощ Давид възнаграждава Латинската империя, изпращайки ѝ кораби, натоварени със зърно и шунка. След това, като взема предвид как Ласкарис е насърчил султан Кейхосров I да обсади Трапезунд през 1205 или 1206 г., Давид моли латинския император да го включи като свой васал в договорите си и кореспонденцията си с Ласкарис и да третира земята му като латинска територия. По думите на Уилям Милър, „в негов интерес беше да предпочете номинален латински сюзеренитет пред анексията от никейския император“. След като позицията му се оказва така осигурена, той пресича река Сангариос с група от около 300 франки подкрепление, опустошава селата, подчинени на Ласкарис, и взима заложници от Плузиас. Давид се оттегля, но франките, непредпазливо настъпващи към хълмистата местност, внезапно са изненадани от Андроник Гидос, генерал на Ласкарис, в трудните проходи на Никомидия и едва един от тях успява да се спаси.
През 1208 г. Ласкарис подновява офанзивата си срещу Давид Комнин при река Сангариос и завладява Хераклея Понтика. Давид отговаря, като изпраща пратеник до латинския император Анри Фландърски, който моли за помощ и предупреждава монарха, че ако Анри не му помогне, Давид ще претърпи сериозно поражение. Оставяйки своя маршал в Адрианопол да завърши възстановяването на града, Анри прекосява Мраморно море и окупира Никомидия, заплашвайки тила на Ласкарис, което принуждава последния да вдигне обсадата си и да се върне на собствената си територия. Оттеглянето на Теодор струва скъпо, тъй като той губи около 1000 души при пресичането на Сангариос, чиито води придошли. Пред армията на Анри се открива възможност да завземе повече земя във Витиния, ако не се оказала настъпилата ужасно студена зима, която попречва на войските му да напредват по-нататък.
Въпреки този неуспех Теодор не изоставя опитите си в Пафлагония. След поражението на селджуките при Антиохия на Меандъра, той сключва договор с новия селджукски султан Кейкавус I и заедно те навлизат в територията на Трапезунд. Според панегирика на Никита Хониат, не е имало съпротива срещу набезите на Теодор и той в крайна сметка превзема Хераклея Понтика и Амастрис. Тук Давид Комнин се губи от поглед; какво точно се е случило с него през следващите няколко години, не е известно. Васильов коментира, че липсата на споменаване на Давид Комнин в договора от Нимфеум е доказателство, че бившият му сюзерен не е имал повече полза от него и го е изоставил, за да постигне мир с Теодор Ласкарис. Ако Ласкарис е успял да го залови, това вероятно е щяло да бъде записано в историята. По-ранни учени, като се започне с Якоб Филип Фалмерайер, са поставили смъртта на Давид по време на обсадата на Синоп през 1214 г. Изглежда вероятно Давид да е избягал при латинския император. Михаил Панарет никога не споменава Давид, така че той не предоставя помощ при отговора на този въпрос. Съвсем наскоро е преоткрита истината за неговата съдба: една полезна бележка, написана в Света гора, съобщава, че Давид умира като монах във Ватопед на 13 декември 1212 г. Но това доказателство повдига повече въпроси, отколкото разрешава, като например как е успял да се установи там.
Шукуров търси отговора в мълчанието на Панарет, което според него е умишлено и следователно значимо: Давид по някакъв начин се е опозорил и е бил заточен във Ватопед от Алексий. Улика за престъплението му може да се крие в наблюдението на Уилям Милър, отнасящо се до васалитета на Давид спрямо императора на Латинската империя – омразен враг на византийците. Въпреки засвидетелстваната гъвкавост на византийската идеология, неговото подчинение може да е било твърде прекалено за брат му, за да го толерира, и именно това да е довело до неговото падение и заточение.

## Препратки
1. ↑  Bryer 1989, с. 166ff.
2. ↑  Toumanoff 1940, с. 299 – 312.
3. ↑  Kuršanskis 1977, с. 237 – 256.
4. ↑  Vasiliev 1936, с. 9 – 18.
5. ↑  Panaretos I, с. 11; Panaretos II, с. 47.
6. ↑  Miller 1969, с. 15.
7. ↑  Niketas Choniates, p. 828
8. ↑  Vasiliev 1936, с. 21 – 23.
9. ↑  Finlay 1851, с. 321.
10. ↑  Gardiner 1964, с. 75 – 78.
11. ↑  Miller 1969, с. 16ff.
12. 1 2  Miller 1969, с. 17.
13. ↑  Bryer 1989, с. 183.
14. ↑  Henri de Valenciennes pg. 336
15. ↑  Kuršanski 1977, с. 112.
16. ↑  Shukurov 2001, с. 131; Bryer, с. 185.
17. ↑  Savvides 2009, с. 38, n. 39.
18. ↑  Bryer 1989, с. 184.
19. ↑  Shukurov 2001, с. 129f.